# سانتا لوز، ولاية بياوي
سانتا لوز بلدية في ولاية بياوي في المنطقة الشمالية الشرقية من البرازيل.
تحتوي البلدية على جزء من 823,843 هكتار (2,035,760 أكر) تشكل مساحة منتزه وطني تم إنشاؤه في عام 1998، و يحمي كاتنغ من منطقة بيوم.